# خردمند
خردمند (ملایر)، روستایی از توابع بخش مرکزی شهرستان ملایر در استان همدان ایران است.

## جمعیت
این روستا در دهستان ترک شرقی قرار دارد و براساس سرشماری مرکز آمار ایران در سال ۱۳۸۵، جمعیت آن ۹۱۸ نفر (۲۵۲خانوار) بوده‌است.
مردم روستای خردمند به زبان‌ ترکی آذربایجانی سخن می گویند